# Latin-Amerika nyitott erei
A Latin-Amerika nyitott erei – Egy kontinens kifosztásának öt évszázada (spanyolul: Las venas abiertas de América Latina) Eduardo Galeano uruguayi szerző 1971-ben megjelent könyve.
Galeano elemzi Latin-Amerika történetét az Újvilág felfedezésétől napjainkig, közben felszólal az Európa, később az Amerikai Egyesült Államok általi kizsákmányolás és politikai dominancia ellen.

## A könyv háttere
A Latin-Amerika nyitott ereit a szerző 1971-ben írta Uruguayban. Ebben az időben Galeano újságíróként és könyvszerkesztőként dolgozott a Montevideói Egyetem kiadói osztályán. Galeano állítása szerint „négy évet vett igénybe a szükséges kutatások elvégzése és az információgyűjtés, és 90 éjszakát a könyv megírása”. Két évvel a megjelenés után, 1973-ban a katonaság átvette az ország irányítását, a szerzőnek pedig menekülnie kellett. A könyvet baloldali nézetei miatt Chile, Argentína és Uruguay diktatórikus kormányai betiltották.

## AjándékObamának
Hugo Chávez venezuelai elnök egy példányt ajándékozott Barack Obamának az Amerikai Államok Szervezetének csúcstalálkozóján, 2009. április 18-án, szombaton. A könyvbe ezt írta: „Obamának, szeretettel".
A könyv eladásai hihetetlen mértékben emelkedtek, az amerikai Amazon.com listáján egy nap alatt az 54295. helyről a 2. helyre ugrott.

## Fordítás
- Ez a szócikk részben vagy egészben az Open Veins of Latin America című angol Wikipédia-szócikk ezen változatának fordításán alapul.  Az eredeti cikk szerkesztőit annak laptörténete sorolja fel. Ez a jelzés csupán a megfogalmazás eredetét és a szerzői jogokat jelzi, nem szolgál a cikkben szereplő információk forrásmegjelöléseként.